# Kanton Moissac-1
Kanton Moissac-1 (francouzsky Canton de Moissac-1) je francouzský kanton v departementu Tarn-et-Garonne v regionu Midi-Pyrénées. Tvoří ho pět obcí.

## Obce kantonu
- Boudou
- Malause
- Moissac (část)
- Saint-Paul-d'Espis
- Saint-Vincent-Lespinasse